# Den Gamle By

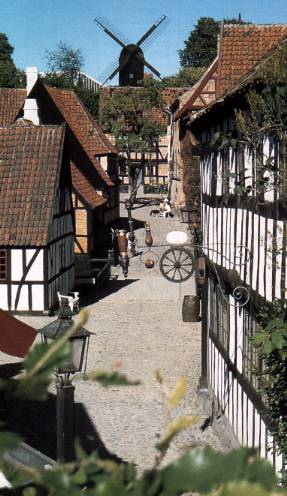
Den Gamle By a Århus

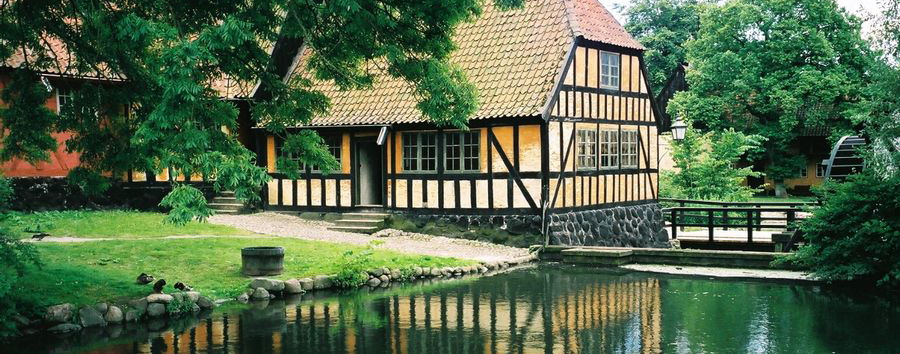
Den Gamle By: il laghetto

Den Gamle By (“La città vecchia”, “il vecchio villaggio”) è un museo all'aperto nella città danese di Århus, ideato nel 1909 ed inaugurato nel 1914 del XVI, XVII, XVIII, XIX e XX secolo provenienti da 20 diverse località della Danimarca.
Il museo attira circa 3,5 milioni di visitatori l'anno.

## Caratteristiche
A differenza della maggior parte dei musei all'aperto, che rappresentano la vita rurale, Den Gamle By rappresenta, al contrario, la vita cittadina, ed è – come tale – il più antico museo del genere.
Nel museo si trovano:  un ufficio postale, un ufficio della dogana, una scuola, un teatro, 5 giardini, 10 tra botteghe e drogherie, 26 o 27 fra stanze e cucine e 34 fra officine e laboratori di artigiani.

Molti di questi edifici – per lo più con facciate a graticcio – sono aperti al pubblico, che può così visitare le stanze decorate nello stile originale.

A fare da “contorno” vi sono poi degli “attori” vestiti con i costumi d'epoca da mercante, fabbro, ecc.

## Storia
Ideatore del Gamle By fu un certo Peter Holm (1873 – 1950), un insegnante e traduttore del luogo, che nel 1908 ebbe l'idea di “riutilizzare” la tenuta del sindaco di Århus, altrimenti destinata alla demolizione.

Per questo motivo Den Gamle By aprì i battenti nel 1914 con il nome di Den gamle Borgmestergård, ovvero “la tenuta del sindaco”.

## Esposizioni
Oltre agli edifici storici, sono presenti nel museo anche 5 esposizioni permanenti.
- Un museo dell'orologio, con orologi che vanno dal 1500 in poi
- Il museo danese del giocattolo, con ca. 6.000 giocattoli del 1800 – 1960
- Un museo tessile
- Un museo della ceramica
- Un museo dell'argento, con vari oggetti in questo materiale

Vi sono anche, inoltre, altre esposizioni minori, dove vengono mostrati, tra l'altro, costumi d'epoca, ecc.